# Antonella Incerti
Antonella Incerti (Parma, 7 luglio 1960) è una politica italiana.

## Carriera politica
Il 23 aprile 1995 viene eletta consigliere comunale di Albinea per il Partito Democratico della Sinistra. Dal 16 luglio 1999 al 13 giugno 2004 ricopre la carica di assessore nella giunta comunale di Albinea. Il 13 giugno 2004 è eletta sindaco di Albinea in rappresentanza di una Lista Civica di Centro-sinistra. Alle elezioni comunali dell'8 giugno 2009 viene riconfermata alla carica di primo cittadino.

### Elezione a deputato
Il 30 dicembre 2012 vince le Primarie indette dal Partito Democratico nella Provincia di Reggio Emilia con 8627 preferenze. Questo risultato la porterà ad essere terza nella lista regionale dei candidati del Partito Democratico alla Camera dei Deputati, dietro Dario Franceschini e Andrea De Maria. Nelle elezioni del 24 e 25 febbraio 2013 viene eletta alla Camera dei Deputati ed entra a far parte della IX Commissione Lavoro.
Il 4 maggio 2015 è tra coloro che si astiene dal votare l'Italicum, la nuova legge elettorale approvata dalla Camera.
Nel 2018 viene rieletta deputata nel collegio uninominale di Scandiano.